# Vijfwege
Vijfwege is een buurtschap van West-Vlaamse dorp Stalhille, op de grens tussen de gemeenten De Haan en Jabbeke.
Hier kwamen vanouds vijf wegen bij elkaar en er was ook de herberg Vijfwege, die tegenwoordig door een restaurant is vervangen. Ook de Noordede loopt langs Vijfwege.
Sinds de aanleg van de N 377 komen hier tegenwoordig zes wegen bij elkaar. Vijfwege ligt ook aan de N 9, die van Brugge naar Oostende voert. Daarnaast kan men van Vijfwege naar Klemskerke, Vlissegem, Stalhille en Houtave rijden.